# Алгоритми доступно
Алгоритми доступно — це книга Томаса Кормена про базові принципи і застосування комп'ютерних алгоритмів. Книга містить 10 розділів і покриває такі теми: пошук, сортування, базові алгоритми на графах, опрацювання рядків, підвалини криптографії і стиснення та вступ до теорії алгоритмів.

## Зміст
Зміст подано за перекладом українською мовою 2021 року:
1. Що таке алгоритми та нащо це вам?
Правильність
Використання ресурсів
Комп’ютерні алгоритми для некомп’ютерних людей
Комп’ютерні алгоритми для комп’ютерних людей
Подальша література
2. Як описувати та оцінювати комп’ютерні алгоритми
Як описати комп’ютерний алгоритм
Як описати час роботи
Інваріант циклу
Рекурсія
Подальша література
3. Алгоритми сортування й пошуку
Двійковий пошук
Сортування вибором
Сортування вставлянням
Сортування зливанням
Швидке сортування
Підсумки
Подальша література
4. Нижня межа часу сортування і як її здолати
Правила сортування
Нижня межа сортування порівняннями
Долаємо нижню межу сортуванням підрахунком
Розрядове сортування
Подальша література
5. Орієнтовані ациклічні графи
Орієнтовані ациклічні графи
Топологічне сортування
Як представити орграф
Час роботи топологічного сортування
Критичний шлях на PERT-діаграмі
Найкоротший шлях в ациклічному орграфі
Подальша література
6. Найкоротші шляхи
Алгоритм Дейкстри
Алгоритм Белмена—Форда
Алгоритм Флойда—Форшала
Подальша література
7. Алгоритми на рядках
Найдовша спільна підпослідовність
Перетворення одного рядка на ін.ий
Пошук рядка
Подальша література
8. Основи криптографії
Шифри простої заміни
Шифрування з симетричними ключами
Одноразові блокноти
Криптографія з відкритим ключем
Криптосистема RSA
Як знайти число, взаємно просте з даним числом
Доведення, що функції FB та FT обернені одна до одної
Гібридні криптосистеми
Обчислення випадкових чисел
Подальша література
9. Стиснення даних
Стиснення даних
Коди Гафмена
Факсимільні машини
Стиснення LZW
Подальша література
10. Складні? задачі
Коричневі вантажівки
Класи P та NP, NP-повнота
Задачі ухвалення рішень i зведення
Материнська задача
Атлас NP-повних задач
Задача комівояжера
Загальні підходи
Перспектива
Нерозв’язні задачі
Підсумки
Подальша література